# Theo de Barros
Teófilo Augusto de Barros Neto (Rio de Janeiro, 10 de março de 1943 - São Paulo, 15 de março de 2023), mais conhecido como Theo de Barros, foi um compositor, violonista, cantor e arranjador brasileiro.
Notabilizou-se por suas parcerias com Geraldo Vandré, como "Disparada" (empatada com "A Banda", de Chico Buarque, em 1º lugar no II Festival de Música Popular Brasileira - 1966, da Rede Record, e defendida por Jair Rodrigues), e pela canção "Menino das Laranjas", gravada por Elis Regina naquele mesmo ano.
Também formou, juntamente com Heraldo do Monte, Airto Moreira e Hermeto Pascoal o Quarteto Novo, que gravou um único LP em 1967 e acompanhou Edu Lobo e Marília Medalha, também em 1967, na apresentação da canção "Ponteio", que foi a vencedora do III Festival de Música Popular Brasileira.
Morreu na madrugada do dia 15 de março de 2023, aos 80 anos. O anúncio foi feito pelo filho, Ricardo Barros, que nos últimos anos dirigia a carreira musical do pai; a causa da morte não foi divulgada.